# Wouter Basson
Wouter Basson (6 juli 1950) is een Zuid-Afrikaanse cardioloog en voormalig hoofd van het geheime Project Coast. 
Basson werd ervan verdacht dat hij in de jaren tachtig Project Coast leidde, opgezet door de overheid, zogenaamd om het land te verdedigen tegen chemische oorlogsvoering maar in feite bedoeld om Zuid-Afrika in staat te stellen zijn tegenstanders uit de weg te ruimen. Tevens zou hij via onder andere spionage de hand hebben weten te leggen op Russische, Amerikaanse en Britse informatie en in Zuid-Afrika een dodelijk arsenaal van chemische en biologische middelen opgebouwd hebben. Hij zou dit hebben gedaan vanuit een bedrijf genaamd Roodeplaat Research Laboratories, even buiten Pretoria.
Nadat hij in 1999 was ontslagen van zijn militaire post werd Basson, door de pers ook wel "Dr. Death" (dr. Dood) genoemd, in 2002 vrijgesproken van 67 aanklachten waaronder moord, handel in verdovende middelen, fraude, verduistering, samenzwering en intimidatie. De aanklachten waren onder meer voortgekomen uit getuigenverklaringen tijdens het onderzoek van een Zuid-Afrikaanse Waarheids- en Verzoeningscommissie van bisschop Desmond Tutu.

## Boeken over Basson
- Dr. Wouter Basson, De Mengele van Pretoria - Hans Knoop
- Secrets & Lies, Wouter Basson and South Africa’s Chemical and Biological Warfare Programme - Marléne Burger en Chandré Gould